# ハミルトン (ニュージャージー州マーサー郡)
ハミルトン・タウンシップ（英: Hamilton Township）は、アメリカ合衆国ニュージャージー州のマーサー郡にあるタウンシップである。州都トレントンのすぐ東に位置している。アメリカ合衆国国勢調査局の定義するニューヨーク都市圏に属している。人口は9万2297人（2020年）。
ハミルトンは1842年4月11日、現在は無くなっているノッティンガム・タウンシップの一部を使って、ニュージャージー州議会の法によってタウンシップとして法人化された。タウンシップに入っていた領域の一部が、チェンバーズバーグ・ボロ（1872年4月1日、1888年にトレントン市に併合）とウィルバー・ボロ（1891年4月24日1898年にトレントン市に併合）の各町を作るために分割された。ハミルトンという名称は同じタウンシップ内にあるハミルトンスクエアの村から採られたものであり、その村はアレクサンダー・ハミルトンにちなんで名付けられた可能性がある。
2006年、第13回モーガン・クイットノー調査で、全国369都市の中で「全米の安全な都市」第18位に挙げられた。2005年の同じ調査では、全米354都市の中で第15位だった。

## 地理
アメリカ合衆国国勢調査局に拠れば、領域全面積は40.387 平方マイル (104.602 km2)であり、このうち陸地39.489 平方マイル (102.277 km2)、水域は0.898 平方マイル (2.325 km2)で水域率は2.22%である。
ハミルトンはニュージャージー内で最大級のタウンシップだが、真に「中心街」と言えるものはなく、下記のような多くの地区が小さな商業中心を形成している。全て国勢調査指定地域であり、未編入である。
- グローブビル（2010年の人口2,945人[22]）
- ハミルトンスクエア（同12,784人[23]）
- マーサービル（同13,230人[24]）
- ホワイトホース（同9,494人[25]）
- ヤードビル（同7,186人[26]）

その他タウンシップの中にその一部または全部が入っている未編入領域としては、ブライアマナー、ブロードストリートパーク、ブロムリー、チェワラパーク、クレストン、デクービレッジ、ドイツビル、ダックアイランド、イーストトレントンハイツ、エッジブロック、エクストンビル、ゴールデンクレスト、グロポスレイク、ヘインズコーナー、ハッチンソンミルズ、レイクサイドパーク、メイプルシェイド、ノースクロスウィックス、ノッティンガム、オイルシティ、ポンドラン、クエーカーブリッジ、クエーカーガーデンズ、ローズモント、ジ・オーチャーズ、トレントンガーデンズ、ワーナービレッジ、ホワイトシティ、ヤードビルハイツがある。
2005年時点で、ハミルトンでの新規住宅開発の多くが高齢になってきたベビーブーム世代に対応できるように工夫されている。退職者の町や介護支援付き生活施設が伝統的な住宅の建設のペースを上回っている。これには幾つかの要因が働いている。まず、教育予算が常に低く抑えられていることである。ハミルトンの有権者は毎年の住民投票で税金を低く抑えるために教育予算を否決することが多かった。その結果、企画委員会は児童生徒の数を増やすことになる住宅の建設を承認するのを躊躇ってきた。また、ロバート・ウッド・ジョンソン大学病院に一連の改良が加えられたこともある。この病院は州内でもその治療で高い評価を得ている。タウンシップ内で開発中の土地の大半が近くにあり、現在は活発な高齢者の社会になっている。

## 人口動態

### 2010年国勢調査
以下は2010年国勢調査による人口統計データである。
| 基礎データ - 人口: 88,464 人 - 世帯数: 34,534 世帯 - 家族数: 23,759 家族 - 人口密度: 864.9人/km2（2,240.2 人/mi2） - 住居数: 36,170 軒 - 住居密度: 353.6軒/km2（915.9 軒/mi2） 人種別人口構成 - 白人: 78.38% - アフリカン・アメリカン: 11.78% - ネイティブ・アメリカン: 0.17% - アジア人: 3.29% - 太平洋諸島系: 0.09% - その他の人種: 4.27% - 混血: 2.02% - ヒスパニック・ラテン系: 10.87% 年齢別人口構成 - 18歳未満: 21.2% - 18-24歳: 8.1% - 25-44歳: 25.3% - 45-64歳: 29.6% - 65歳以上: 15.8% - 年齢の中央値: 42歳 - 性比（女性100人あたり男性の人口） - 総人口: 91.8 - 18歳以上: 88.6 | 世帯と家族（対世帯数） - 18歳未満の子供がいる: 28.0% - 結婚・同居している夫婦: 51.3% - 未婚・離婚・死別女性が世帯主: 12.8% - 非家族世帯: 31.2% - 単身世帯: 26.3% - 65歳以上の老人1人暮らし: 11.6% - 平均構成人数 - 世帯: 2.55人 - 家族: 3.09人 収入と家計（2006年から2010年のアメリカン・コミュニティ・サーベイ統計） - 収入の中央値 - 世帯: 72,026米ドル - 家族: 87,512米ドル - 性別 - 男性: 58,674米ドル - 女性: 45,661米ドル - 人口1人あたり収入: 32,344米ドル - 貧困線以下 - 対人口: 5.2% - 対家族数: 3.5% - 18歳未満: 8.3% - 65歳以上: 3.3% |

### 2000年国勢調査
以下は2000年国勢調査による人口統計データである。
| 基礎データ - 人口: 87,109 人 - 世帯数: 33,523 世帯 - 家族数: 23,667 家族 - 人口密度: 852.5人/km2（2,208.0 人/mi2） - 住居数: 34,535 軒 - 住居密度: 338.0軒/km2（875.4 軒/mi2） 人種別人口構成 - 白人: 85.15% - アフリカン・アメリカン: 8.16% - ネイティブ・アメリカン: 0.14% - アジア人: 2.56% - 太平洋諸島系: 0.04% - その他の人種: 2.19% - 混血: 1.76% - ヒスパニック・ラテン系: 5.13% | 年齢別人口構成 - 18歳未満: 23.2% - 18-24歳: 7.0% - 25-44歳: 29.9% - 45-64歳: 24.2% - 65歳以上: 15.6% - 年齢の中央値: 39歳 - 性比（女性100人あたり男性の人口） - 総人口: 91.1 - 18歳以上: 87.0 世帯と家族（対世帯数） - 18歳未満の子供がいる: 31.2% - 結婚・同居している夫婦: 55.3% - 未婚・離婚・死別女性が世帯主: 11.5% - 非家族世帯: 29.41% - 単身世帯: 24.5% - 65歳以上の老人1人暮らし: 10.8% - 平均構成人数 - 世帯: 2.58人 - 家族: 3.10人 | 収入と家計 - 収入の中央値 - 世帯: 57,110米ドル - 家族: 66,986米ドル - 性別 - 男性: 46,360米ドル - 女性: 33,673米ドル - 人口1人あたり収入: 25,441米ドル - 貧困線以下 - 対人口: 4.2% - 対家族数: 2.8% - 18歳未満: 5.4% - 65歳以上: 5.6% |

## 公園とレクリエーション
ハミルトンには州内でも最大級のレクリエーション公園があり、また近くにも大きな公園がある。ベテランズ公園は広さが140ヘクタールあり、全域がタウンシップ内に入っている。マーサー郡公園がタウンシップの北に接しており、広さは1000ヘクタール、隣接するローレンス・タウンシップやウェストウィンザーにも入っている。この公園には州内最大級の人工湖であるマーサー湖があり、アッサンピンク・クリークのあるトレントン市の洪水制御のために連邦政府の計画で建設された。州間高速道路95号線と同195号線建設の一部として、この湖を掘削した砂利が流用された。

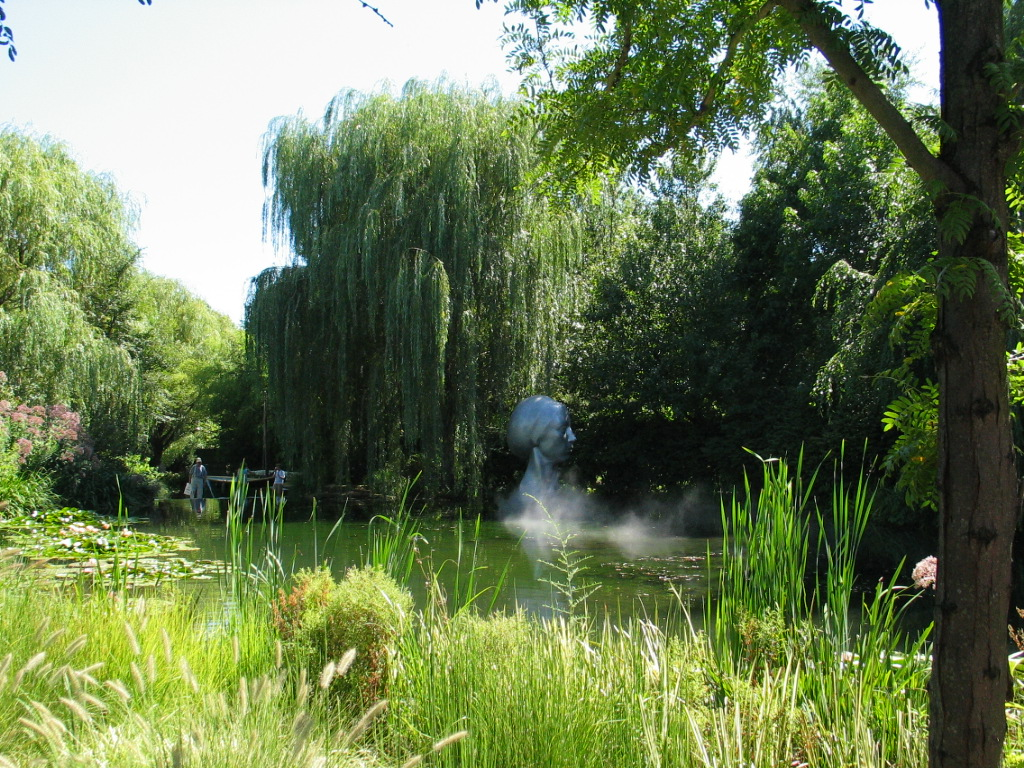
彫刻公園

彫刻公園は広さ14ヘクタールの彫刻のある公園であり、230以上の彫刻、庭園、水辺、その他の自然の景観がある。その使命は芸術と彫刻の受容を促進することにある。
セイエン公園植物園は、土地の所有主であり家屋もあったフレデリック・セイエンにちなんで名付けられている。
ジョージ・ワシントンは第二次トレントンの戦いからプリンストンの戦いに向かう夜の行軍で、クエーカーブリッジ道路を使った。

## 政府

### タウンシップ政府
ハミルトン・タウンシップはフォークナー法（正式には選択的自治体認証法と呼ばれる）の首長・立法委員会の政府形態プランEを採っている。認証研究委員会の推奨に基づき、1976年1月1日に執行された。政府は1人のタウンシップ長と5人の委員による立法委員会で構成され、全員が任期4年間である。選挙は2年毎に行われ、タウンシップ長と2人の委員が選ばれる年と、3人の委員が選ばれる年がある。

#### 2012年のタウンシップ長の辞任
2012年4月27日、タウンシップ長のジョン・ベンシベンゴがアメリカ合衆国司法省から告発された。罪状はタウンシップの教育委員会の健康保険契約に影響力を行使する代わりに金銭を強要したという汚職である。2012年6月22日、連邦大陪審において、強要、強要未遂、マネーローンダリング、連邦旅行業法に関わる2件を合わせた5件の刑事犯で起訴された。
2012年6月29日、ジョン・ベンシベンゴの政権でタウンシップ・ディレクターを務めていたロブ・ワーニーが、アメリカ合衆国地区裁判所判事ピーター・シェリダンに、ベンシベンゴに対する賄賂告訴に関連して金銭を着服したと罪を自白した。ワーナーは、2006年に健康保険のブローカーの契約に賛成し、影響力を及ぼしたことと引き換えに賄賂を受領したことも認めた。
2012年11月19日、ベンシベンゴは汚職、強要、賄賂の全ての罪状で有罪となった。ベンシベンゴはタウンシップ長の辞表を提出し、11月21日付けで有効となった。
2013年3月24日、ベンシベンゴは38か月の禁固刑を宣告され、現在は軽警備のペンシルベニア州ルイスバーグ連邦刑務所で服役している。2013年9月23日、ベンシベンゴの弁護士が第3巡回控訴裁判所に控訴した。

### 連邦、州、郡への代表
ハミルトン・タウンシップはアメリカ合衆国下院議員の選挙で、ニュージャージー州第4選挙区に属している。州議会下院では第14選挙区に入っている。

### 政治
2011年3月23日時点で、登録有権者総数は56,202 人であり、そのうち18,266 人、32.5%が民主党に、10,402 人、18.5%が共和党に、27,508 人、48.9%が無党派に登録されている。その他の政党は26人である。
2012年アメリカ合衆国大統領選挙では、民主党のバラク・オバマは23,434票、57.1%、共和党のミット・ロムニーが17,114票、41.7%、その他の候補者が510票、1.2%という結果だった。登録有権者58,973 人のうち、44,558 人、75.6%が投票し、3,500票が無効だった。
2008年アメリカ合衆国大統領選挙では、民主党のバラク・オバマは23,658票、53.5%、共和党のジョン・マケインが19,422票、43.9%、その他の候補者が679票、1.5%という結果だった。登録有権者58,979 人のうち、44,201 人、74.9%が投票した。2004年アメリカ合衆国大統領選挙では、民主党のジョン・ケリーが20,874票、49.0%、共和党のジョージ・W・ブッシュが20,637票、48.5%、その他の候補者が376票、0.7%だった。登録有権者56,332 人のうち、42,561 人、75.6%が投票した。
2013年ニュージャージー州知事選挙では、共和党のクリス・クリスティが17,434票、62.0%、民主党のバーバラ・ブオノが10,217票、36.3%、その他の候補者が478票、1.7%だった。登録有権者57,809 人のうち、29,111 人、50.4%が投票した。982票が無効票だった。
2009年ニュージャージー州知事選挙では、共和党のクリス・クリスティが14,234票、47.4%、民主党のジョン・コーザインが13,490票、45.0%、独立系のクリス・ダゲットが1,629票、5.4%、その他の候補者が324票、1.1%だった。登録有権者57,543 人のうち、29,999 人、52.1%が投票した。

## 教育
ハミルトン・タウンシップ教育学区が幼稚園前から12年生の教育を管轄している。2011年から2012年の教育年度では、23の学校に12,441人の児童生徒が学び、教師は常勤換算で905.4人、生徒・教師比率は13.74対1だった。学区内の学校は以下の通りである。生徒数は教育統計全国センターによる。
- アレクサンダー小学校[67]、幼稚園から5年生、児童数366人
- グリーンウッド小学校[68]、幼稚園前から5年生、児童数248人
- キスサート小学校[69]、幼稚園から5年生、児童数253人
- クロックナー小学校[70]、幼稚園から5年生、児童数246人
- クーザー小学校[71]、幼稚園から5年生、児童数336人
- ラロール小学校[72]、幼稚園から5年生、児童数264人
- ラングツリー小学校[73]、幼稚園から5年生、児童数346人
- マガリアード小学校[74]、幼稚園から5年生、児童数275人
- マーサービル小学校[75]、幼稚園から5年生、児童数369人
- モーガン小学校[76]、幼稚園から5年生、児童数373人
- ロビンソン小学校[77]、幼稚園から5年生、児童数387人
- セイエン小学校[78]、幼稚園から5年生、児童数301人
- サニーブレイ小学校[79]、幼稚園から5年生、児童数362人
- ユニバーシティハイツ小学校[80]、幼稚園から5年生、児童数333人
- ジョージ・E・ウィルソン小学校[81]、幼稚園から5年生、児童数391人
- ヤードビル小学校[82]、幼稚園前から5年生、児童数298人
- ヤードビルハイツ小学校[83] (K-5; 265) —
- リチャード・C・クロケット中学校[84]、6年生から8年生、生徒数903人
- アルバート・E・グライス中学校[85]、6年生から8年生、生徒数907人
- エミリー・C・レイノルズ中学校[86]、6年生から8年生、生徒数1,099人
- ノッティンガム高校[87]、9年生から12年生、北、生徒数1,324人
- ハミルトン高校[88]、9年生から12年生、西、生徒数1,295人
- スタイナート高校[89]、9年生から12年生、東、生徒数1,500人
- ハミルトン教育プログラム高校[90][91]

ペイス・チャータースクール・オブ・ハミルトンは、幼稚園から5年生までの児童を教えるチャータースクールであり、ニュージャージー州教育省が認めたチャーターの下で運営されている。2014年にアメリカ合衆国教育省の全米ブルーリボン学校プログラムに認定された州内11校の1つである。
セントグレゴリー・ザ・グレート・アカデミーはカトリック系学校であり、就学前から8年生を対象に、カトリック教会トレントン教区の管理下に運営されている。この学校も2014年全米ブルーリボン学校プログラムに認定されている。

## 交通

### 道路と高規格道
ハミルトン・タウンシップは州都トレントン市に隣接し、州内では人口で8番目の自治体であり、ニューヨーク市から105キロメートル、フィラデルフィアから56キロメートル離れている。ハミルトンはジャージーショアに沿った多くの地点にも近い。車を使えばニューヨーク市から80分、フィラデルフィア市から50分である。
2010年5月時点で、タウンシップの中には総延長594.01キロメートルの道路がある。そのうち490.82キロメートルがタウンシップの保守に、53.90キロメートルがモンマス郡、44.95 キロメートルがニュージャージー州交通省、4.35キロメートルはニュージャージー・ターンパイク管理局の管轄である。
ニュージャージー・ターンパイク（州間高速道路95号線）、州間高速道路195号線、同295号線、アメリカ国道130号線、同206号線、ニュージャージー州道33号線がハミルトンを通っている。州間高速道路95号線とその補間道路195号線と295号線が全て通っていることでは、州内唯一の自治体である。

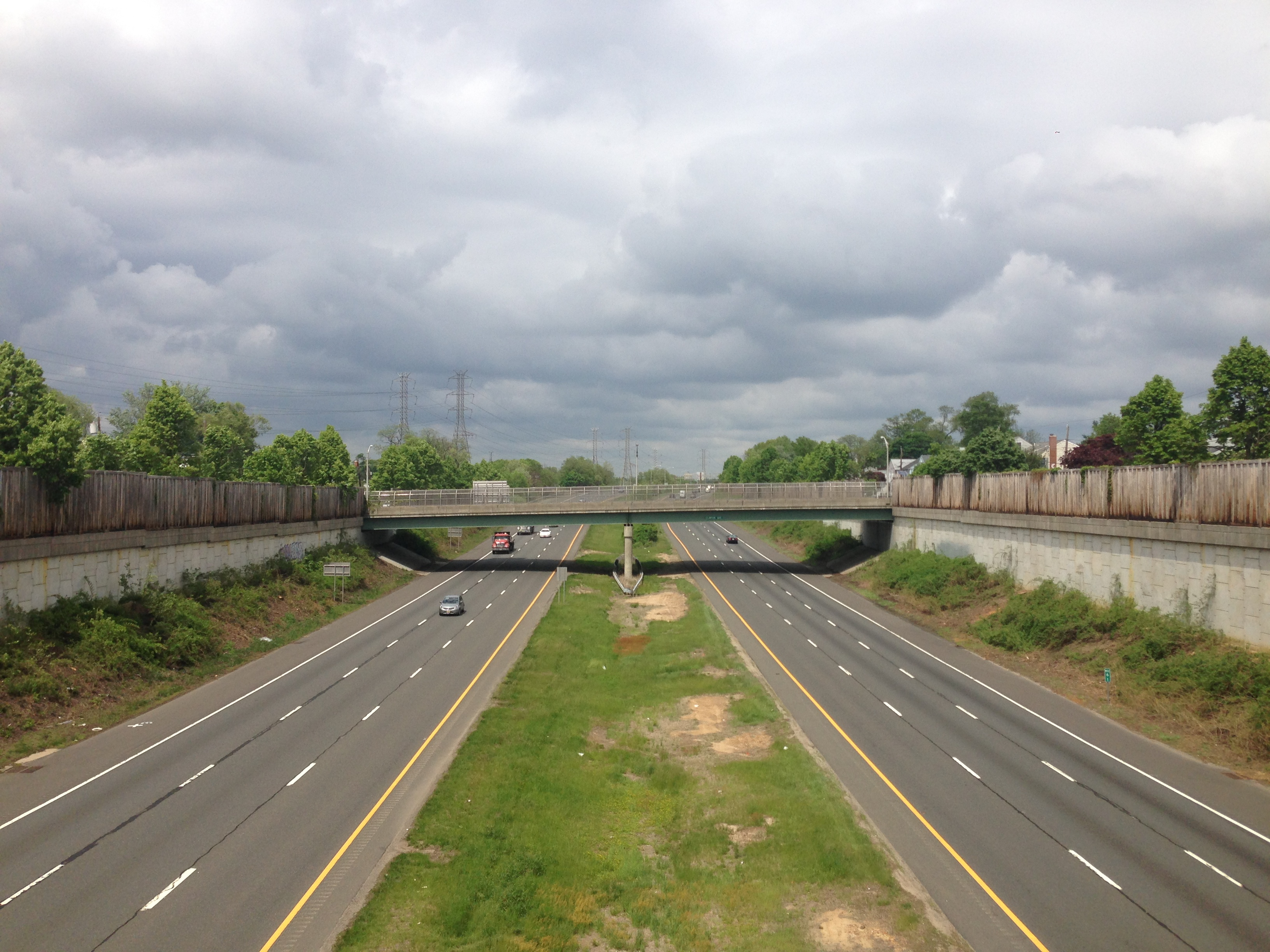
州間高速道路295号線

主要な郡道は524号線、533号線、535号線である。
ターンパイクのウッドロウ・ウィルソン・サービスエリアはインターチェンジ7番と7番Aの間で北向き、マイルポスト58.7にある。リチャード・ストックトン・サービスエリアはインターチェンジ7番Aと7番の間で南向き、マイルポスト58.7にある。タウンシップ内にターンパイクくのインターチェンジは無いが、最寄りの出口は隣接するロビンスビル・タウンシップ内州間高速道路195号線沿いのインターチェンジ7番Aである。
ニュージャージー・ターンパイク公社が、バーリントン郡マンスフィールド・タウンシップにある出口6番と、ミドルセックス郡モンロー・タウンシップにある出口8番Aの間で、ターンパイクの拡張を行った。外側に二車線（トラックレーン）が追加された。ハミルトンの中では新し防音壁と高架橋が建設され、サービスエリアに出入り口のランプが追加された。この計画は2004年12月に発表され、2014年11月に完成した。

### 公共交通機関

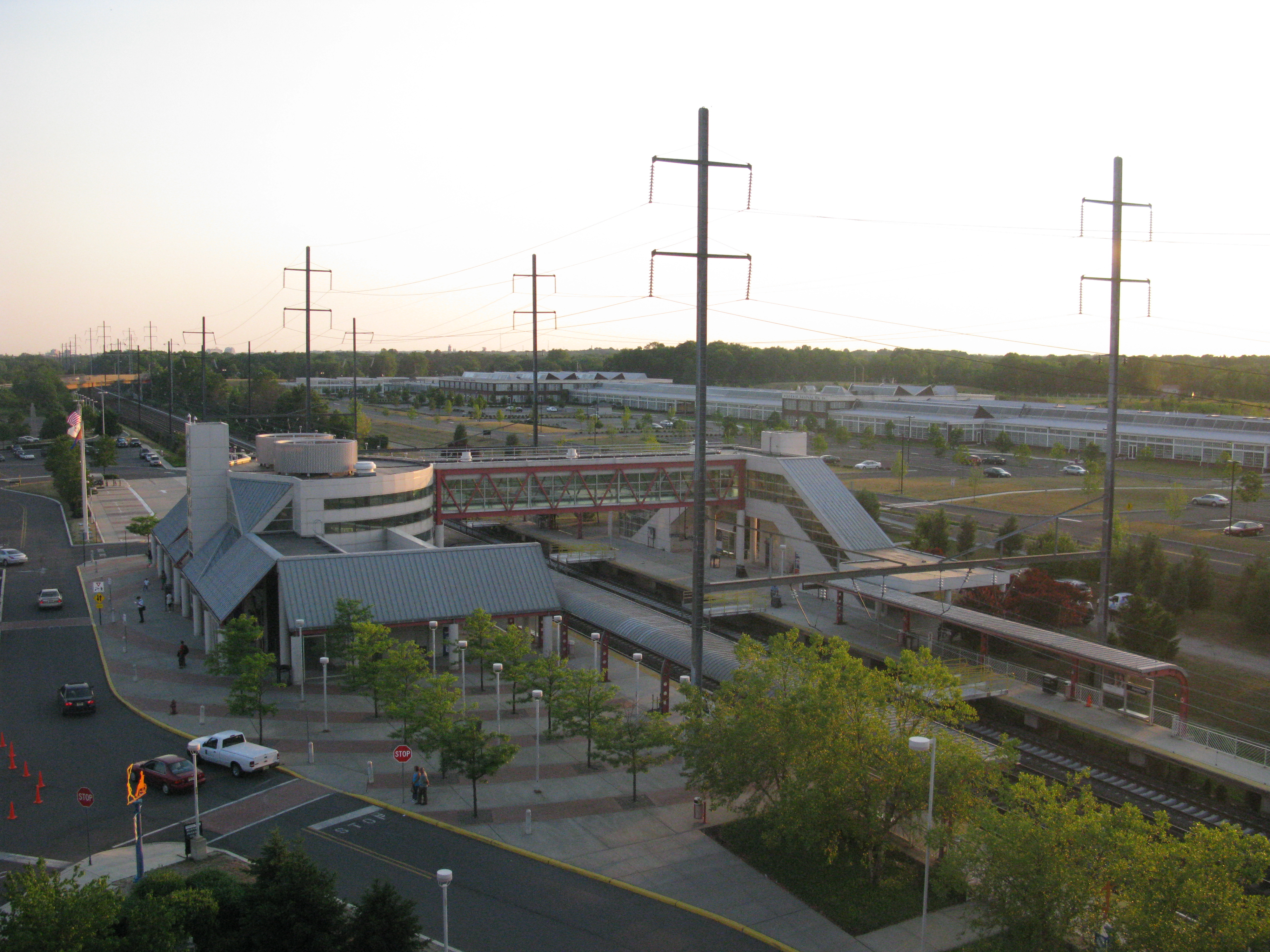
ハミルトン駅

1999年、州間高速道路295号線出口65番B近くに現在のハミルトン鉄道駅が新設され、ニューヨーク市への通勤者をこの地域に惹きつけるようになった。この駅はニュージャージー・トランジットの北東回廊の鉄道駅であり、ニューヨーク市マンハッタン、ミッドタウンにあるペンシルベニア駅からトレントン駅を結んでいる。トレントンでは南東ペンシルベニア交通局のトレントン線地域鉄道でフィラデルフィアとを結んでいる。
ニュージャージー・トランジットのバスでは、409系統でフィラデルフィアと、601系統、603系統、606系統、607系統、608系統、609系統でトレントンと結んでいる。

## 事件
- 性犯罪者情報公開法であるミーガン法の名前の元になった「ミーガン・カンカ事件」はハミルトン・タウンシップで起こった[106]
- 2001年のアメリカ炭疽菌事件で、幾つかの手紙はハミルトン・タウンシップのアメリカ合衆国郵便公社地域郵便施設で処理された。6,500万ドルを掛けて除菌する間、4年間以上も閉鎖されたが、建物の近くにテントと天蓋で即席の郵便局が作られていた[107]
- 毎年選定されるロックフェラーセンター・クリスマスツリーの2008年分はハミルトンで育てられたものだった。樹齢77年のトウヒであり、重量は8トン、高さは72フィート (22 m) であり、クロックナー道路沿いのツリーキング・ツリーマーケットにあった[108]

## 著名な出身者
ハミルトン・タウンシップで生まれ、居住し、あるいは密接な関わりがあった著名人は以下のとおりである。
- サミュエル・アリート（1950年 - ）、アメリカ合衆国最高裁判所陪席判事[109]